# Sân bay quốc tế Glasgow
Sân bay quốc tế Glasgow (IATA: GLA, ICAO: EGPF) tọa lạc cách trung tâm thành phố Glasgow 13 km về phía tây, gần các thị xã  Paisley và Renfrew ở Renfrewshire, Scotland.
Đây là sân bay lớn nhất và bận rộn nhất ở Scotland và là sân bay bận rộn thứ 6 tại Vương quốc Liên hiệp Anh và Bắc Ireland năm 2005, và tụt xuống thành sân bay bận rộn thứ 7 của Vương quốc này năm 2006 Đây là sân bay đầu tiên ở Scotland phục vụ quá 1 triệu khách một tháng.
Trong năm 2017, sân bay đã phục vụ gần 9,9 triệu hành khách, tăng 6% hàng năm, khiến nó trở thành bận rộn thứ hai ở Scotland, sau sâb bay Edinburgh và sân bay bận rộn thứ tám ở Vương quốc Anh.
Sân bay này thuộc sở hữu của BAA Limited, một công ty cũng là chủ sở hữu các sân bay London Heathrow, London Gatwick, London Stansted, Edinburgh, Aberdeen  và Southampton.
Sân bay quốc tế Glasgow là trung tâm hoạt động của hãng Loganair, easyJet  và Flyglobespan.
Một sân bay quốc tế khách tại Glasgow là Sân bay quốc tế Glasgow Prestwick, tọa lạc cách trung tâm thành phố 46 km, phục vụ hãng giá rẻ và hiện đang phục vụ khoảng hơn ¼ lượng khách đến Sân bay Glasgow.

## Các hãng hàng không và các điểm đến

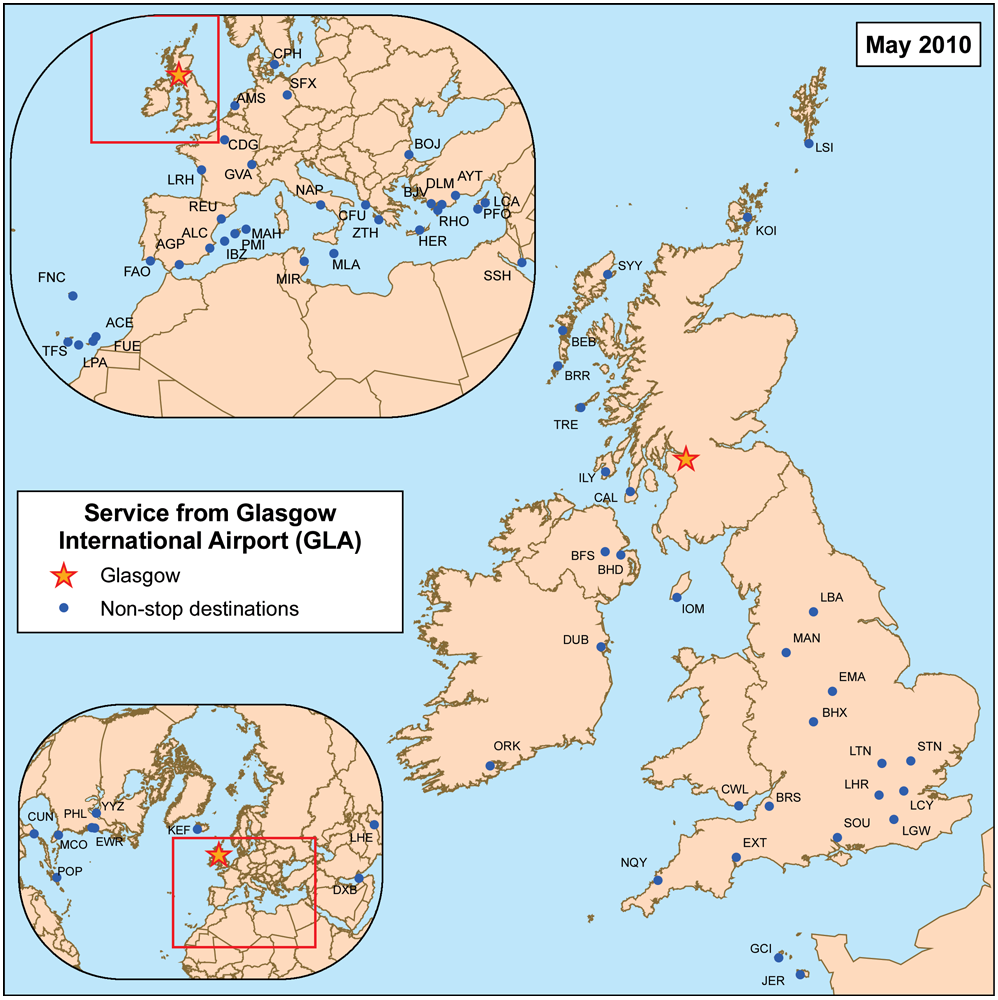
Các điểm đến với dịch vụ bay trực tiếp từ Sân bay quốc tế Glasgow

### Hành khách
Các hãng hàng không sau đây khai thác các dịch vụ theo lịch trình và điều lệ thường xuyên đến và đi từ Glasgow:
| Hãng hàng không      | Các điểm đến |
| -------------------- | --- |
| Aer Lingus Regional  | Cork, Dublin |
| Air Canada Rouge     | Theo mùa: Toronto–Pearson |
| Air Transat          | Toronto–Pearson |
| BH Air               | Thuê chuyến theo mùa: Burgas |
| Blue Air             | Bucharest |
| British Airways      | London–City, London–Gatwick, London–Heathrow Thuê chuyến theo mùa: Alicante, Barcelona, Faro, Genoa, Menorca, Milan-Malpensa, Palma de Mallorca, Reus, Salzburg, Venice |
| Delta Air Lines      | Theo mùa: New York–JFK |
| easyJet              | Alicante, Amsterdam, Quốc tế Belfast, Berlin Muff Schönefeld, Bristol, Faro, Jersey, Luân Đôn Gatwick, Sân bay Luân Đôn Luton, Stansted Luân Đôn, Málaga, Paris-Charles de Gaulle, Venice Theo mùa: Bordeaux, Geneva, Kos, Marseille, Palma de Mallorca, Split |
| Emirates             | Dubai–International |
| Flybe                | Thành phố Belfast, Birmingham, Cardiff, East Midlands, Exeter, Manchester, Southampton Seasonal: Jersey, Newquay |
| Icelandair           | Reykjavík–Keflavík |
| Jet2.com             | Alicante, Antalya, Barcelona, Fuerteventura, Funchal, Gran Canaria, Kraków (bắt đầu ngày 29 tháng 11 năm 2019), Lanzarote, Prague, Rome Muff Fiumicino, Tenerife–South Seasonal: Almeria (từ 3/5/2020), Bodrum, Burgas, Corfu, Dalaman, Dubrovnik, Faro, Geneva, Girona, Grenoble, Heraklion, Ibiza, Izmir, Kefalonia\| Kefalonia, Kos, Larnaca, Málaga, Malta, Menorca, Naples, Palma de Mallorca, Paphos, Reus, Rhodes, Thessaloniki, Zakynthos |
| KLM                  | Amsterdam |
| Loganair             | Barra, Benbecula, Campbeltown, Derry, Donegal, Düsseldorf, Islay, Kirkwall, London-Southend (bắt đầu ngày 28 tháng 5 năm 2019), Stornoway, Sumburgh, Tiree Theo mùa: Guernsey |
| Lufthansa            | Frankfurt, Munich |
| Ryanair              | Dublin, Kraków, Málaga, Warsaw Warsaw Modlin, Wrocław Theo mùa: Alicante, Charleroi |
| Thomas Cook Airlines | Antalya, Fuerteventura, Lanzarote, Tenerife–South Theo mùa: Bodrum, Burgas, Cancún, Corfu, Dalaman, Enfidha, Gran Canaria, Heraklion, Hurghada, Ibiza, Kos, Larnaca, Menorca, Orlando, Palma de Mallorca, Reus, Rhodes, Zakynthos |
| TUI Airways          | Alicante, Lanzarote, Tenerife–South Theo mùa: Antalya, Burgas, Cancún, Corfu, Dalaman, Dubrovnik, Enfidha, Gran Canaria, Heraklion, Ibiza, Larnaca, Málaga, Menorca, Naples, Orlando / Sanford, Palma de Mallorca, Paphos, Reus, Rhodes, Salzburg (bắt đầu 25 tháng 5 năm 2019), Verona, Zakynthos Thuê chuyến theo mùa: Chambéry, Turin |
| United Airlines      | Theo mùa: Newark |
| Virgin Atlantic      | Theo mùa: Orlando |
| WestJet              | Theo mùa: Halifax, Toronto–Pearson |
| Wizz Air             | Budapest Theo mùa: Katowice |

## Các tai nạn và sự cố
- Ngày 3 tháng 9 năm 1999, một chiếc Cessna 404 chở 9 nhân viên Airtours từ Glasgow đến Aberdeen trên một chuyến bay chuyển chuyển tiếp đã rơi vài phút sau khi cất cánh gần thị xã Linwood. Tám người đã bị chêế và 3 người bị thương nặng. Không ai trên mặt đất bị thương vong. Một cuộc điều tra tai nạn đã được tiến hành và phát hiện thấy máy bay có một động cơ bị  trục trặc khi cất cánh. Dù cơ trưởng đã quyết định quay lại sân bay nhưng anh ta đã xã định nhầm động cơ đang hoạt động là động cơ hư và đã tắt nó khiến cho máy bay rơi.
- Ngày 19 tháng 9 năm 2003, một máy bay thuê bao tư nhân chở Dixie Chicks xén mất một bên của một tòa nhà ga ngay sau khi hạ cánh trong đêm đi tour Úc.
- Ngày 30 tháng 6 năm 2007, một ngày sau khi  vụ cuộc tấn công khủng bố thất bại ở London, một chiếc xe Jeep Cherokee nông cụ đã được lái vào cổng của nhà ga số 1. Hai người, một người bốc cháy, đã chạy khỏi chiếc xe trước khi bị một nhóm phối hợp các viên cảnh sát, nhân viên an ninh sân bay và những người chứng kiến tóm được.